# جورج ديلوكا
جورج ديلوكا هو محامي وسياسي أمريكي، ولد في 20 سبتمبر 1889 في نيويورك في الولايات المتحدة، وتوفي بنفس المكان في 2 مايو 1983. نشط حزبياً في الحزب الديمقراطي. وقد انتخب نائب حاكم نيويورك ‏.